# Sebastiano Venier
Sebastiano Venier (Velence, 1496 – Velence, 1578. március 3.) velencei hadvezér és dózse. A lepantói csatában részt vevő velencei flotta parancsnokaként tevékenykedett.

## Élete
Mosè Venier és Elena Donà fiaként született. Cecilia Contarinit vette feleségül, akitől egy lánya és két fia született. Unokatestvére volt Cecilia Venier-Baffo, a későbbi Nurbanu szultána, II. Szelim oszmán szultán felesége, III. Murád anyja.
Először jogászként dolgozott Velencében a kormány, majd Krétán a kormányzó mellett. Később csatlakozott a haditengerészethez. 1570-ben kinevezték a Szent Liga keretein belül az Oszmán Birodalom ellen induló velencei flotta parancsnokává. A lepantói csata előtt vitába keveredett a szövetséget irányító Don Juan de Austriával, mert kivégeztetett négy olasz katonát, ezért az ütközetben kénytelen volt a főparancsnok mellett, nem pedig flottája élén harcolni.
A csata után visszatért a Velencei Köztársaságba, ahol nagyon népszerű volt. 1577-ben dózsénak választották, és 1578-ig, haláláig maradt hivatalban.